# 아나톨리아판

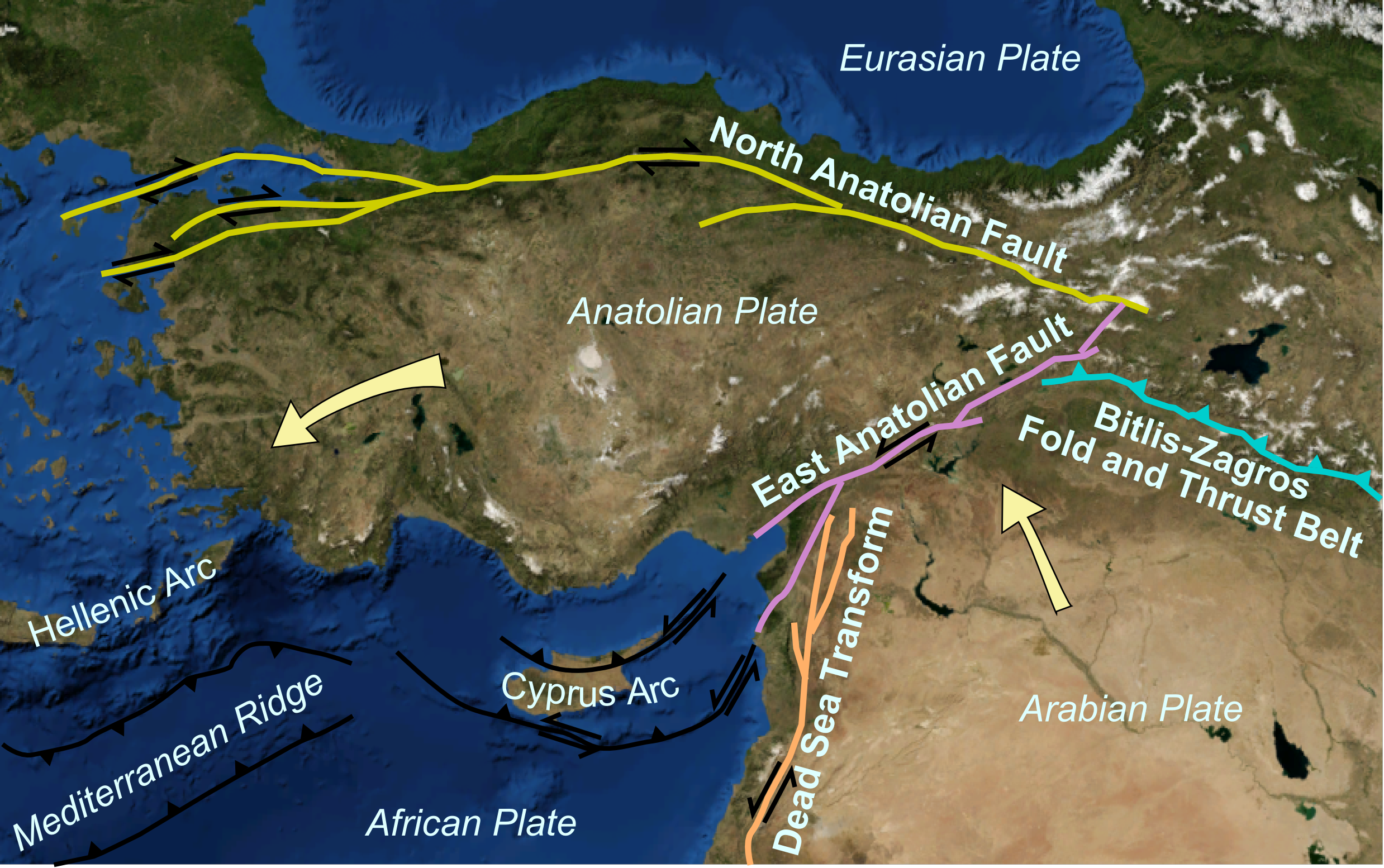
아나톨리아판

1900–2023년 튀르키예의 지진 목록. 북아나톨리아와 동아나톨리아 단층을 따라 대규모의 지진이 발생하고 있음이 확인된다.

아나톨리아판은 주로 튀르키예의 아나톨리아 반도(소아시아) 일대가 포함되는 대륙판이다.
판의 동쪽 경계는 좌수향 변환단층인 동아나톨리아 단층을 경계로 아라비아판과 접한다. 남쪽과 남서쪽 경계는 헬레닉 섭입대와 키프로스 남쪽의 섭입대로 아프리카판은 아나톨리아판 밑으로 섭입한다. 북쪽에서는 변환단층인 북아나톨리아 단층대에서 유라시아판과 접한다. 연구 결과 아나톨리아판은 북쪽의 유라시아판에 의해 북쪽으로의 움직임이 제한되는 상황에서 서쪽에서 아라비아판에 의해 밀려나고 있기 때문에 반시계방향으로 회전하고 있다.

## 같이 보기
- 북아나톨리아 단층 - 1999년 이즈미트 지진을 유발한 단층이다.
- 동아나톨리아 단층 - 2023년 튀르키예-시리아 지진을 유발한 단층이다.